# 배드 키티 (시리즈)
배드 키티는 닉 브루 엘이 쓴 일련의 미국 어린이 책으로 종종 주인의 집을 혼란스럽게 만드는 키티라는 집 고양이에 대한 책이다. 첫 번째 책인 '배드 키티'는 2005년에 출판 된 그림책으로, 키티가 음식을 만나고 알파벳으로 분류 된 활동을 하는 것을 특징으로 한다. 그 뒤를 이어 키티의 하우스 메이트인 강아지를 다루는 '불쌍한 강아지'가 이어졌다. 또한 생성 된 브 뤼엘 장 책 '목욕', '생일, 나쁜 키티,' '나쁜 키티 대' '나쁜 키티 가져옵니다 포함을 배드 키티 vs 오대성 삼촌 : 현관의 소란는 나쁜 키티는 아기를 만난다는 대통령을 위한 나쁜 키티. 장 책에는 고양이 돌보기에 대한 팁이 있다. 2011년 말 브루 엘은 나쁜 키티와 크리스마스를 그림책으로 출판했다. 이 시리즈는 와이오밍 버 카루 도서상을 수상했다.

## 캐릭터

### 본관

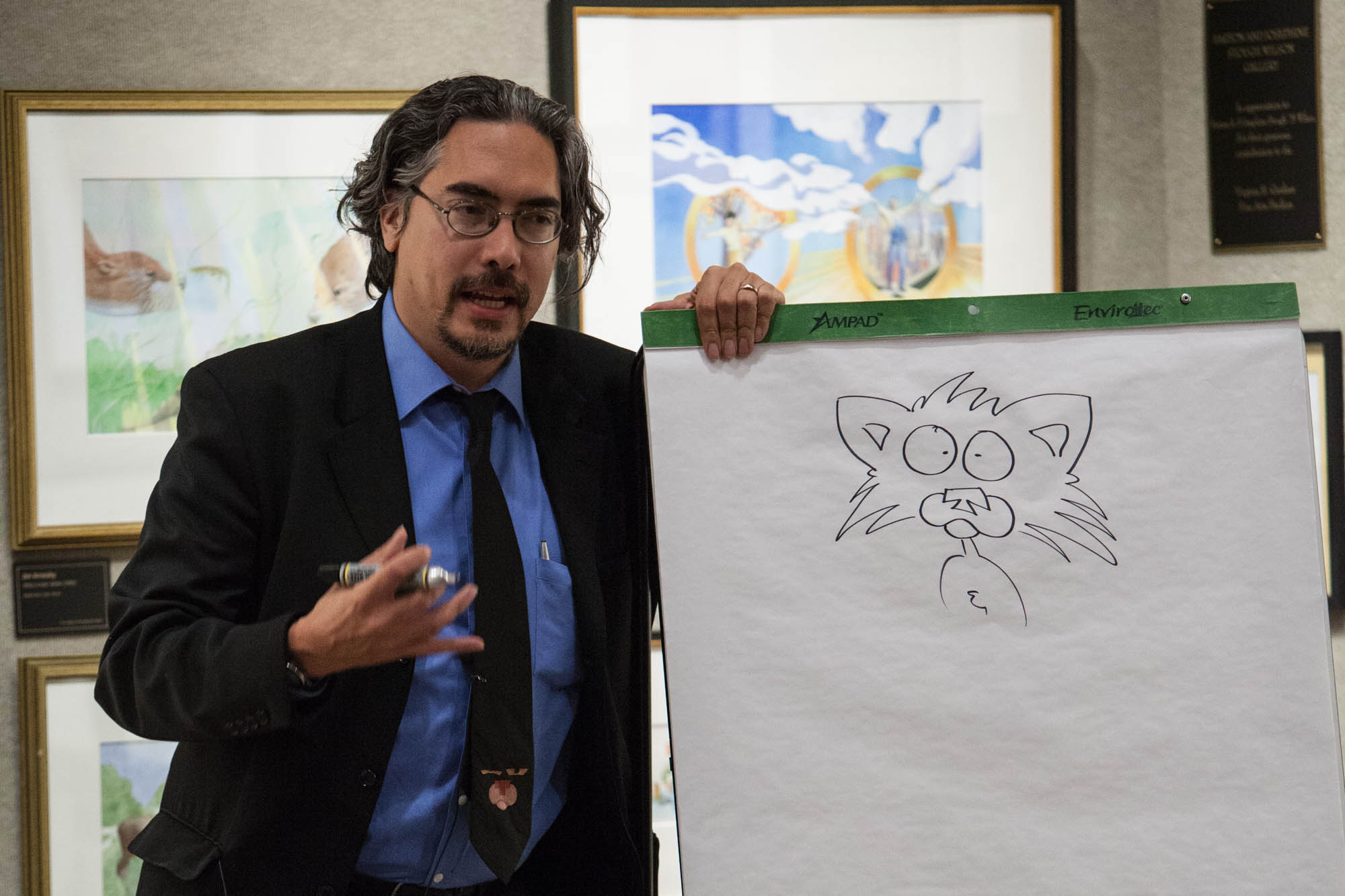
Nick Bruel이 Mazza Museum에서 Bad Kitty를 그렸다.

- 배드 키티 – 시리즈의 제목 캐릭터. 그녀는 기분이 좋지 않을 때 주인의 집을 혼란스럽게 만드는 집 고양이이다. 가슴에 검은 털과 하얀 털이 있다. 브루 엘에 따르면, "키티는 조조 닉 브루 엘이라는 고양이가 가슴에 작은 흰색 털 뭉치를 제외하고는 모두 검은 색인 어린 시절의 고양이를 모델로 삼았다."
- 강아지 – 그는 배드 키티 의 마지막 시리즈에서 소개되며 그림책 불쌍한 강아지 와 소설 "강아지의 큰 날"의 주역이다.
- 소유자 – 시리즈의 내레이터. 그의 얼굴은 책에서 보이지 않는다.
- 오대성삼촌 – 오대성 삼촌은 첫 번째 책인 '나쁜 키티'에서 두 번만 언급되었다. 장 책에서 그는 "오대성 삼촌의 재미있는 사실"이라는 섹션을 제공했다. 그는 책, 배드 키티 vs 오대성 삼촌 : 현관의 소란 . 닉 브루 엘은 자신의 실제 생활 삼촌 오대성의 이름을 따서 명명되었다고 썼다.[3]

### 키티의 친구
'나쁜 키티의 (아님) 생일'에서 데뷔 한 고양이 목록이다.
- 빅 키티 – 빅 키티는 시리즈에서 가장 큰 고양이인 메인쿤이다.
- 트윈 키티 – 트윈 키티는 놀고 싶어하는 옥양목 아메리칸 쇼트헤어이다.
- 냄새 나는 키티 – 냄새 나는 키티는 항상 더럽고 냄새 나는 페르시안이다.
- 수다스러운 키티 – 수다스러운 키티는 동네에서 가장 말이 많은 고양이인 시암고양이이다. 그녀의 연설 번역은 각주로 표시된다.
- 예쁜 키티 – 예쁜 키티는 많은 고양이 쇼에서 우승했으며 모든 수컷 고양이가 사랑에 빠진 터키시 앙고라이다.
- 이상한 키티– 이상한 키티는 (고양이처럼) 쥐를 쫓는 대신 만화책을 읽는 것이 이상하다고 불리는 스핑크스이다. 다른 고양이들과 달리 이상한 키티는 말할 수 있다.

### 마이너 캐릭터
- 파워 마우스 – 이상한 키티의 친구이자 조수. 그는 말할 수 있는 유일한 동물 캐릭터 중 하나이다.
- 할머니 김옥화 – '배드 키티와 크리스마스에' 등장한 시니어 여성.
- 올드 키티 신규진 - 이웃 고양이 클럽의 전 회장.
- 모란- '나쁜 키티는 학교에 간다'의 불독과 학생. 말할 수 있는 동물 캐릭터 중 하나이다.
- 토끼 박사 - 이상한 키티의 분신인 판타 스티 캇 선장의 토끼이자 대적. 말할 수 있는 유일한 동물 캐릭터 중 하나이다. 브루 엘은 lagomorph가 토끼 가족의 생물학적 이름이라고 언급했다.[3]

## 수신
Bookpage.com의 린 북 워스는 키티를 "태도가있는 까다로운 먹는 사람의 즐겁고 어리석은 초상화"라고 묘사하며 브루 엘의 삽화는 대담하고 유머러스하다고 말했다.